# Trichosteleum vieillardii
Trichosteleum vieillardii är en bladmossart som beskrevs av Jules Cardot 1908. Trichosteleum vieillardii ingår i släktet Trichosteleum och familjen Sematophyllaceae. Inga underarter finns listade i Catalogue of Life.